# N'Garadougou
N’Garadougou est une commune rurale du Mali de l'arrondissement central de Dioïla, dans le cercle de Dioïla et la région de Dioïla. Elle a pour chef-lieu la localité de N'Gara.

## Villages
La commune s'étend sur 10 localités relevées lors du recensement général de 2009. 
Les villages les plus peuplés sont :
- Falakoro Koya (4 577 habitants) ;
- N'Gara (2 439 habitants) ;
- Nassela (1 701 habitants).